# Трун
Трун (англ. Troon) — місто в центрі Шотландії, в області Південний Ейршир.
Населення міста становить 14 510 осіб (2006).